# نوفاياس
بلدية نوفاياس (بالإسبانية: Novallas) هي بلدية تقع في مقاطعة سرقسطة التابعة لمنطقة أراغون شمال شرق إسبانيا.

## الديموغرافيا
بلغ عدد سكان بلدية نوفاياس 949 نسمة عام 2011 (وفقاً للمعهد الوطني الإسباني للإحصاء).
| 773 | 738 | 769 | 806 | 875 | 891 | 949 |